# Tour de France 2007/18. Etappe
| Etappe 18                          |                     |                         |
| Ergebnis der 18. Etappe            |                     |                         |
| Etappensieger                      | Sandy Casar         | 5:13:31 h (40,381 km/h) |
| Zweiter                            | Axel Merckx         | + 0:01 min              |
| Dritter                            | Laurent Lefèvre     | gl. Zeit                |
| Vierter                            | Michael Boogerd     | gl. Zeit                |
| Fünfter                            | Tom Boonen          | + 8:34 min              |
| Sechster                           | Robert Hunter       | gl. Zeit                |
| Siebter                            | Erik Zabel          | gl. Zeit                |
| Achter                             | Sébastien Chavanel  | gl. Zeit                |
| Neunter                            | Bernhard Eisel      | gl. Zeit                |
| Zehnter                            | Thor Hushovd        | gl. Zeit                |
| Kämpferischster Fahrer             | Sandy Casar         | Sandy Casar             |
| Zwischenstände nach der 18. Etappe |                     |                         |
| Gelbes Trikot                      | Alberto Contador    | 86:04:16 h              |
| Zweiter                            | Cadel Evans         | + 1:50 min              |
| Dritter                            | Levi Leipheimer     | + 2:49 min              |
| Grünes Trikot                      | Tom Boonen          | 234 P.                  |
| Zweiter                            | Robert Hunter       | 210 P.                  |
| Dritter                            | Erik Zabel          | 206 P.                  |
| Gepunktetes Trikot                 | Mauricio Soler      | 206 P.                  |
| Zweiter                            | Alberto Contador    | 128 P.                  |
| Dritter                            | Jaroslaw Popowytsch | 104 P.                  |
| Weißes Trikot                      | Alberto Contador    | 86:04:16 h              |
| Zweiter                            | Mauricio Soler      | + 13:31 min             |
| Dritter                            | Amets Txurruka      | + 45:54 min             |
| Teamwertung                        | Discovery Channel   | 258:27:02 h             |
| Zweiter                            | Team CSC            | + 16:12 min             |
| Dritter                            | Caisse d’Epargne    | + 16:51 min             |

Die 18. Etappe der Tour de France 2007 am 27. Juli war 211 Kilometer lang und führte die Fahrer von Cahors nordwestwärts zuerst durch die südwestliche Region Midi-Pyrénées, im Einzelnen durch das Département Lot, in die südwestliche Region Aquitanien durch das Département Dordogne, und schließlich nach Angoulême im Département Charente in der Region Poitou-Charentes. Die neunte Flachetappe wies insgesamt vier Bergwertungen der vierten Kategorie auf.
Nach den frühen Ausreißversuchen auf den vorangegangenen Etappen dauerte es bis Rennkilometer 14, ehe sich die erste dreiköpfige Ausreißergruppe formierte. Sandy Casar, Jérôme Pineau und Frederik Willems wurden jedoch nur einen Kilometer nachdem sie sich formiert hatten wieder vom Peloton gestellt. Kurz danach griff die nächste Gruppe an, in der sich neben Michael Boogerd und Laurent Lefèvre auch wieder Casar und Willems befanden. Die vier Fahrer konnten sich schnell eine Lücke zum Hauptfeld erarbeiten, aus dem Axel Merckx heraus die alleinige Verfolgung des Führungsquartetts aufgenommen hatte. Nach 27 gefahrenen Kilometern ereignete sich dann ein Sturz in der Spitzengruppe, nachdem Casar mit einem über die Straße laufenden Hund kollidiert war. Willems kam dabei ebenfalls zu Sturz, da er Casar nicht ausweichen konnte.
So verblieben zunächst nur Boogerd und Lefèvre an der Spitze, während Casar gemeinsam mit Merckx die Verfolgung wieder aufnahm und Willems ins Feld zurückfiel. Da die beiden Führenden in der Folge auf das hinter ihnen liegende Duo warteten, konnten diese bereits bei Rennkilometer 36 wieder aufschließen. Das Quartett konnte auf dem zu Etappenbeginn welligen Profil den Vorsprung auf fast 18 Minuten ausbauen, da im Hauptfeld zunächst kein Interesse bestand, die Ausreißer zu verfolgen. Erst etwa 30 Kilometer vor dem Ziel stieg die Mannschaft Euskaltel-Euskadi in die Verfolgung ein, da die Top-10-Platzierungen ihrer Fahrer Mikel Astarloza und Haimar Zubeldia durch Michael Boogerd in Gefahr gerieten, und verkürzte den Rückstand.
Die erste Attacke in der Spitzengruppe lancierte Boogerd zehn Kilometer vor dem Ziel, konnte sich aber nicht absetzen, da Lefèvre die entstandene Lücke wieder schloss. Vier Kilometer später war es dann Lefèvre selbst, der als nächster angriff, sich aber ebenso wenig absetzen konnte. An einer fahrbahnteilenden Verkehrsinsel, 2,5 Kilometer vor der Ziellinie, konnte sich mit Casar der erste Fahrer entscheidend absetzen, wurde jedoch wie seine Kontrahenten zuvor auf dem letzten Kilometer gestellt. So kam es auf der leicht ansteigenden Zielgeraden zum Sprint der vier Ausreißer, den Sandy Casar in überlegener Manier vor Axel Merckx, Laurent Lefèvre und Michael Boogerd gewinnen konnte. Das Hauptfeld erreichte das Ziel 8:34 Minuten hinter dem Sieger. Den Massensprint des Feldes entschied Tom Boonen für sich, gefolgt von seinen beiden Konkurrenten um das Grüne Trikot, Robert Hunter und Erik Zabel.
In den Einzelwertungen, sowie in der Mannschaftswertung, gab es keine Veränderung an den jeweiligen Führungspositionen, jedoch konnte Cadel Evans in der Gesamtwertung den Rückstand auf Alberto Contador um drei Sekunden verkürzen.

## Zwischensprints
1. Zwischensprint in Saint-Cyprien (Kilometer 66) (57 m ü. NN)
| Erster  | Axel Merckx     | 6 P. und 6 s |
| Zweiter | Laurent Lefèvre | 4 P. und 4 s |
| Dritter | Michael Boogerd | 2 P. und 2 s |

2. Zwischensprint in Dignac (Kilometer 192) (148 m ü. NN)
| Erster  | Sandy Casar     | 6 P. und 6 s |
| Zweiter | Axel Merckx     | 4 P. und 4 s |
| Dritter | Michael Boogerd | 2 P. und 2 s |

## Bergwertungen
Côte de Salvezou, Kategorie 4 (Kilometer 15) (246 m ü. NN; 1,3 km à 6,5 %)
| Erster  | Frederik Willems | 3 P. |
| Zweiter | Jérôme Pineau    | 2 P. |
| Dritter | Sandy Casar      | 1 P. |

Côte de Lavercantière, Kategorie 4 (Kilometer 24) (288 m ü. NN; 1,2 km à 5,8 %)
| Erster  | Laurent Lefèvre | 3 P. |
| Zweiter | Michael Boogerd | 2 P. |
| Dritter | Sandy Casar     | 1 P. |

Côte de Saint-Martial-de-Nabirat, Kategorie 4 (Kilometer 39,5) (205 m ü. NN; 1,5 km à 4,3 %)
| Erster  | Laurent Lefèvre | 3 P. |
| Zweiter | Michael Boogerd | 2 P. |
| Dritter | Sandy Casar     | 1 P. |

Côte de Saint-Cyprien, Kategorie 4 (Kilometer 70,5) (277 m ü. NN; 2,8 km à 4,9 %)
| Erster  | Michael Boogerd | 3 P. |
| Zweiter | Sandy Casar     | 2 P. |
| Dritter | Laurent Lefèvre | 1 P. |